# Sonia Iacono
Sonia Iacono (Ischia, 13 luglio 1974) è un'ex cestista italiana.

## Carriera
Inizia la sua esperienza cestistica ad Ischia per poi passare con il Napoli Basket Vomero dove rimane per 10 anni, fino alla promozione in Serie A1 del 2002-03.
Ha giocato in A1 con Mercede Basket Alghero (2004/05 - 2005/06) e Centro Diana Maddaloni (2006-07).
Il 15 giugno del 2002 ha partecipato a Cagliari all'"All Star Game - Eismann" di Serie A2.